# 欧迪尼翁
欧迪尼翁（法語：Audignon，法語發音：[odiɲɔ̃]）是法国朗德省的一个市镇，位于该省东南部，属于蒙德马桑区。

## 地理
欧迪尼翁（43°43'21"N, 0°36'14"W）面积9.31 平方千米，位于法国新阿基坦大区朗德省，该省份为法国西南部沿海省份，是法國本土面积第二大的省，北起吉倫特省，西临大西洋，南至大西洋比利牛斯省，东临热尔省，东北与洛特-加龍省接壤。
与欧迪尼翁接壤的市镇（或旧市镇、城区）包括：巴诺斯、多阿济、迪姆、埃尔-蒙屈布、奥尔萨里约、圣瑟韦。

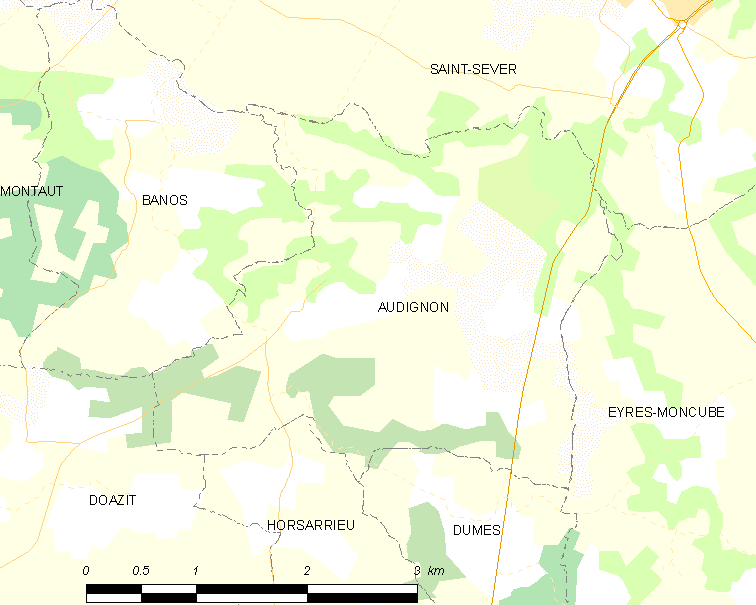
欧迪尼翁的OSM定位图

欧迪尼翁的时区为UTC+01:00、UTC+02:00（夏令时）。

## 行政
欧迪尼翁的邮政编码为40500，INSEE市镇编码为40017。

## 政治
欧迪尼翁所属的省级选区为沙洛斯-蒂尔桑县。

## 人口

1962-2008年间欧迪尼翁人口变化图示

欧迪尼翁于2022年1月1日时的人口数量为386人。